# Háromalmás
Háromalmás, 1910-ig Almás (románul: Almaș) falu Romániában, Arad megyében.

## Fekvése
Borossebestől 17 kilométerre délkeletre, a Fehér-Körös bal partjához közel fekszik. Határát gyakran elöntik a folyó árvizei.

## Története
Először 1316-ban említették Almas alakban, Leel mester és testvéreinek birtokai között. Később a világosvári uradalom része volt. Egyes részei 1439-ben mint Felsewalmas és Also Almas, 1525-ben mint Nagh és Kys Almas fordultak elő. A borosjenői vár 1605-ös birtokösszeírása Nagj és Kys Almas-t pusztának írja, és megjegyzi róluk, hogy „sohul egy ember nem lakta sok edőtül fogva”. 1746-ig Zaránd, majd Arad vármegyéhez tartozott. 1812-ben ideköltöztek a környékbeli Lunka, 1814-ben pedig Plesa és Plopi lakói. Története során gazdaságában a szarvasmarhatartás mellett a gyümölcs, különösen a szilva termesztése játszott fontos szerepet.
1880-ban 1797 lakosából 1728 volt román, 52 cigány és 16 magyar anyanyelvű; 1777 ortodox és 11 zsidó vallású.
2002-ben 1576 lakosából 1493 volt román és 80 cigány nemzetiségű; 1119 ortodox, 325 pünkösdista és 131 baptista vallású.

## Nevezetességek
- Ioan Dașcău helyi ortodox pap faragványai. Az 1990-es években faluját saját maga faragta, domborműves kőkeresztekkel díszítette. Az 1889-ben épült templom mellé 2000-re elkészítette a Jordán szimbolikus forrását. A szakrális építmény több színes kőkapuból és kőkeresztből áll, amelyek alatt egy medencébe forrásvíz csurog. A vizet minden vízkereszt alkalmával megszentelik.

## Képek

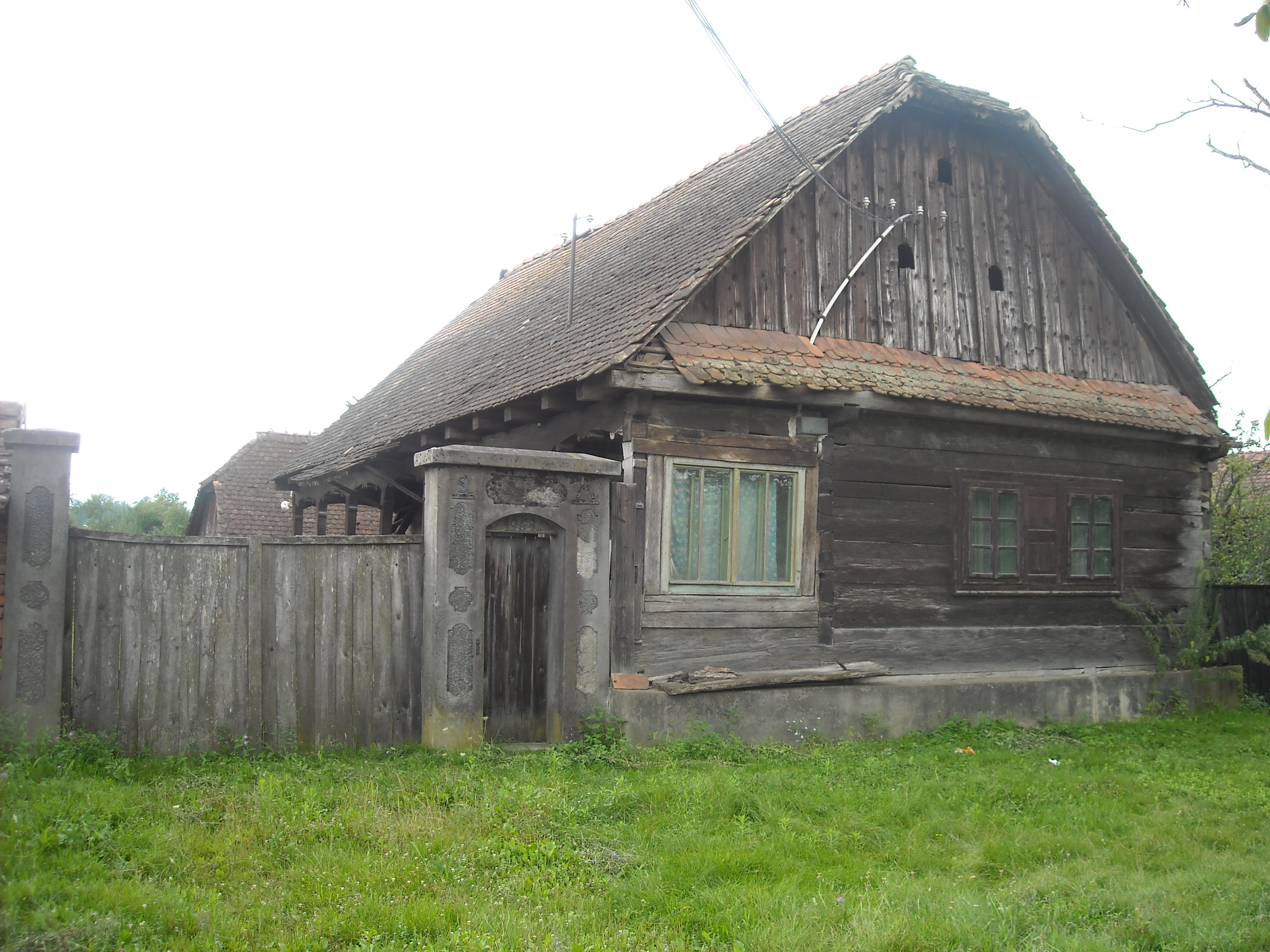
Ház
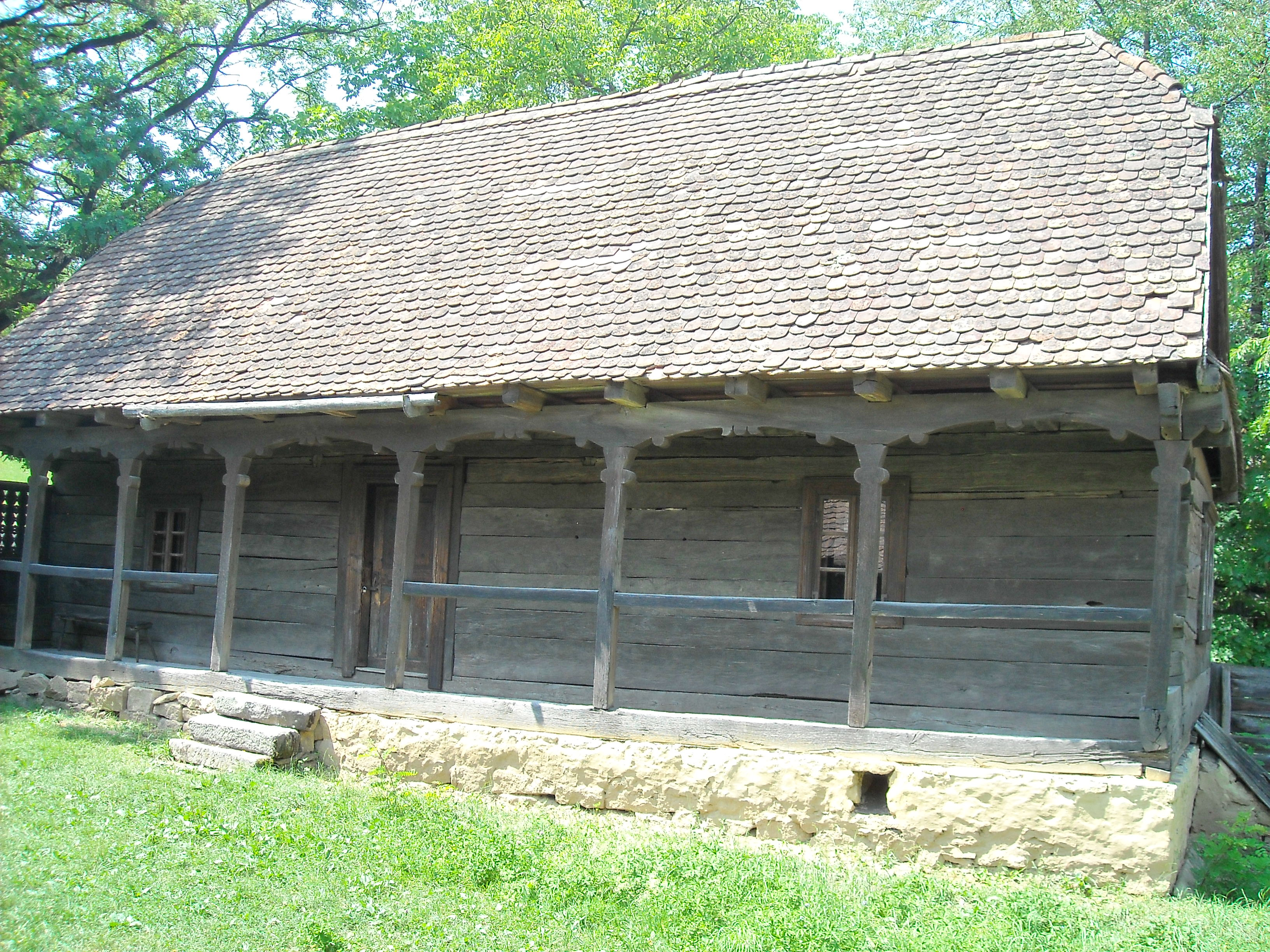
1882-ben épült háromalmási ház a kolozsvári szabadtéri néprajzi múzeumban
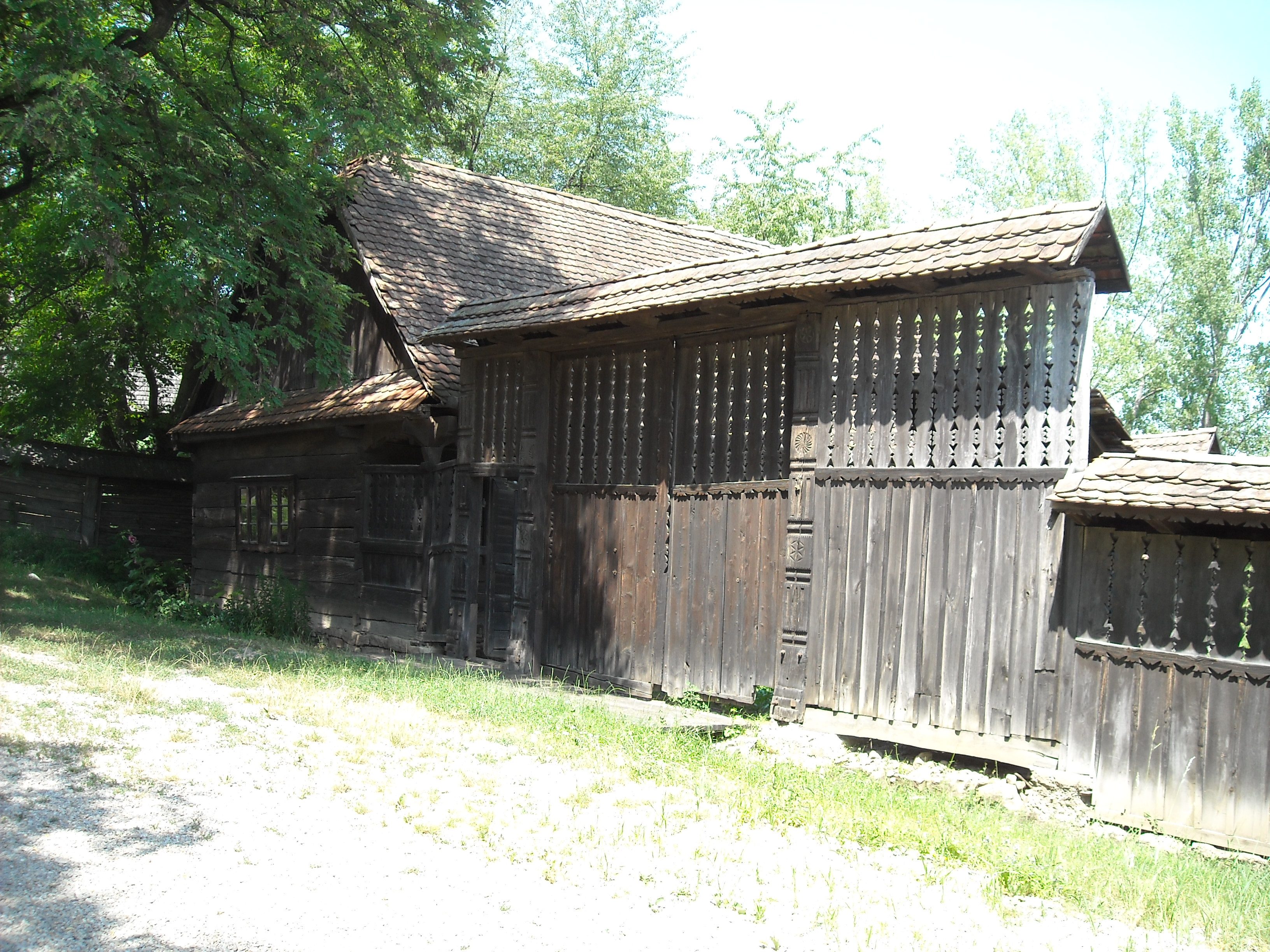
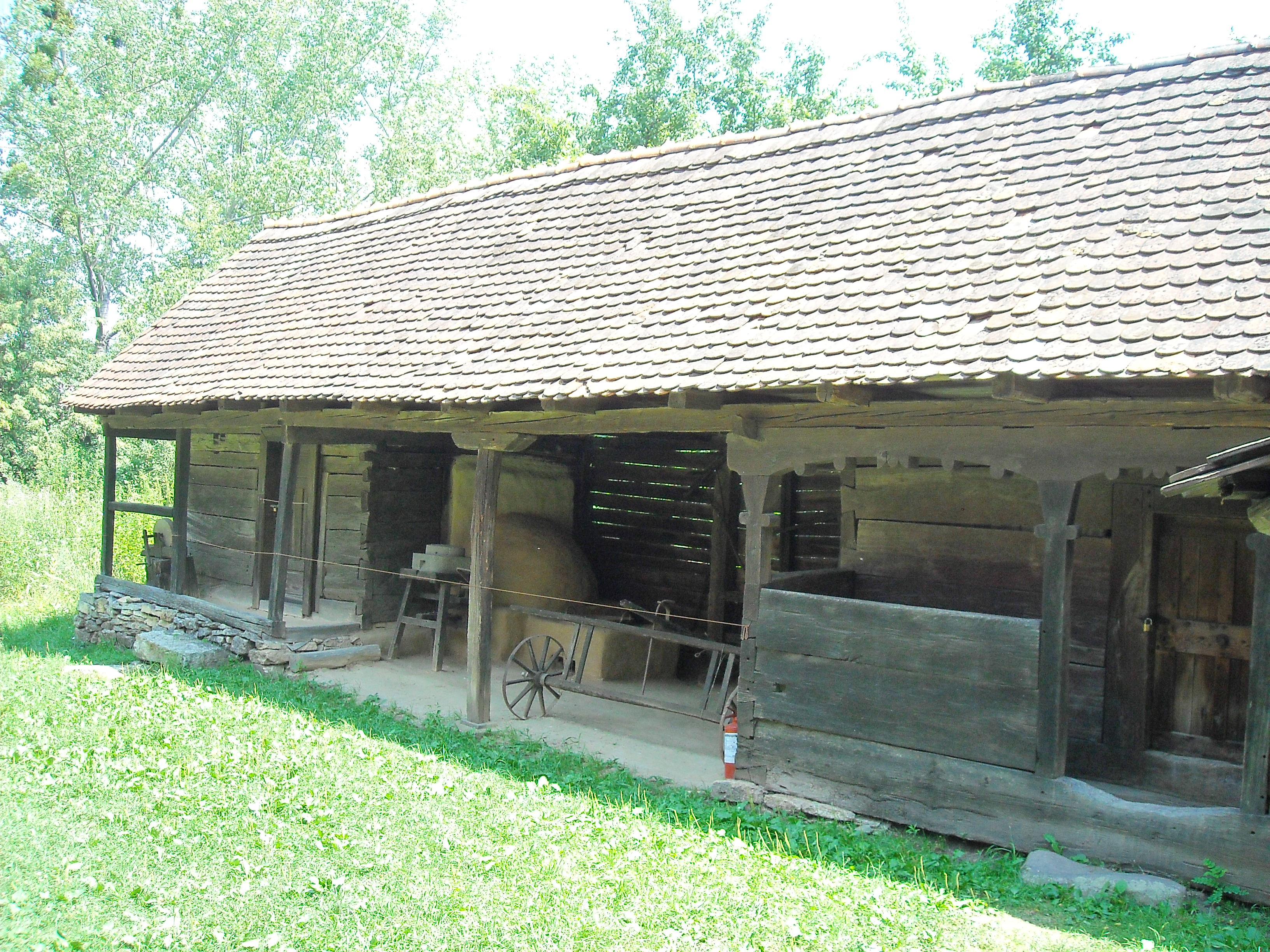
A ház melléképületei